# Christian Maggio
Christian Maggio (Montecchio Maggiore, 11 de fevereiro de 1982) é um ex-futebolista italiano que atuava como lateral-direito.

## Títulos
Napoli
- Coppa Italia: 2011-12 e 2013-14
- Supercopa da Itália: 2014

### Prêmios individuais
- Oscar del Calcio: 2012